# Oswobodzenie Arsinoe
Oswobodzenie Arsinoe – obraz włoskiego malarza Jacopa Tintoretta.
Tematyka obrazu i jego pochodzenie po raz pierwszy została określona przez austriackiego historyka sztuki Franza Wickhoffa. Jego opinie potwierdził inny historyk E. Herzog. Motyw przedstawiony na obrazie pochodzi od francuskiej wersji historii opisanej we Frasalli Lukana. Wersy z niego zostały w średniowieczu przemienione w romantyczny epos rycerski, który natomiast wiernie zobrazował Tintoretto. Historia opowiada o rycerzu Ganimedesie, który po śmierci egipskiego władcy Ptolemeusza chce przejąć tron królewski. Droga do tego ma być uwolnienie siostry króla Arsinoe, uwięzionej przez Cezara w wieży i poślubienie jej. W nocy przybywał łódką pod mury twierdzy. Arsinoe wraz ze służką przeciskają się przez wąskie okno w wieży (by to uczynić muszą się rozebrać) i po sznurze dostają się do łódki.
W XIX wieku autorstwo obrazu było często odrzucane. W 1897 roku obraz uchodziła za dzieło syna Tintorettego, Domenica. W kolejnych latach obraz przypisywano Veronesowi (Osmaaston, 1915), a także Tycjanowi (Pittalugi 1925). Największym jednak problemem jest dla historyków sztuki określenie daty powstania obrazu. W 1923 roku dwaj niemieccy historycy sztuki E. Bercken i August L. Mayer przypisywali powstanie obrazu na lata 1547–1552. Ich ocena opierała się na płaszczyznowej kompozycji, wpływ Michała Anioła i działanie pustej przestrzeni. Wiązali je również z dziełem pt. Ofiarowanie Marii w świątyni z kościoła Madonna dell’Orto w Wenecji. Inni historycy datowali płótno na około 1560 rok (Pittalug, 1925), na okres między 1550 a 1553 (Coletti, 1943), czy na rok 1570 (Thode, 1901). Ostatecznie uznaje się, iż obraz powstał w latach sześćdziesiątych w okresie powstania płótna Zuzanna i starcy. Oba obrazy mają wspólne cechy, podobną kompozycję, formę i kolorystykę. Również ciała kobiet, ich faliste linie pleców i ruch postaci są do siebie zbliżone, zwłaszcza ruch towarzyszki Arsinoe zdejmującej kajdany z Zuzanną. Obraz jest pełen napięcia Przecinająca przekątna, którą tworzy kołyszącą się łódź i fale ją unoszącą nadają scenie ładunek napięcia. Wykonanie zdjęcia rentgenowskie wykazały liczne zmiany kompozycyjne.